# 名金急行線

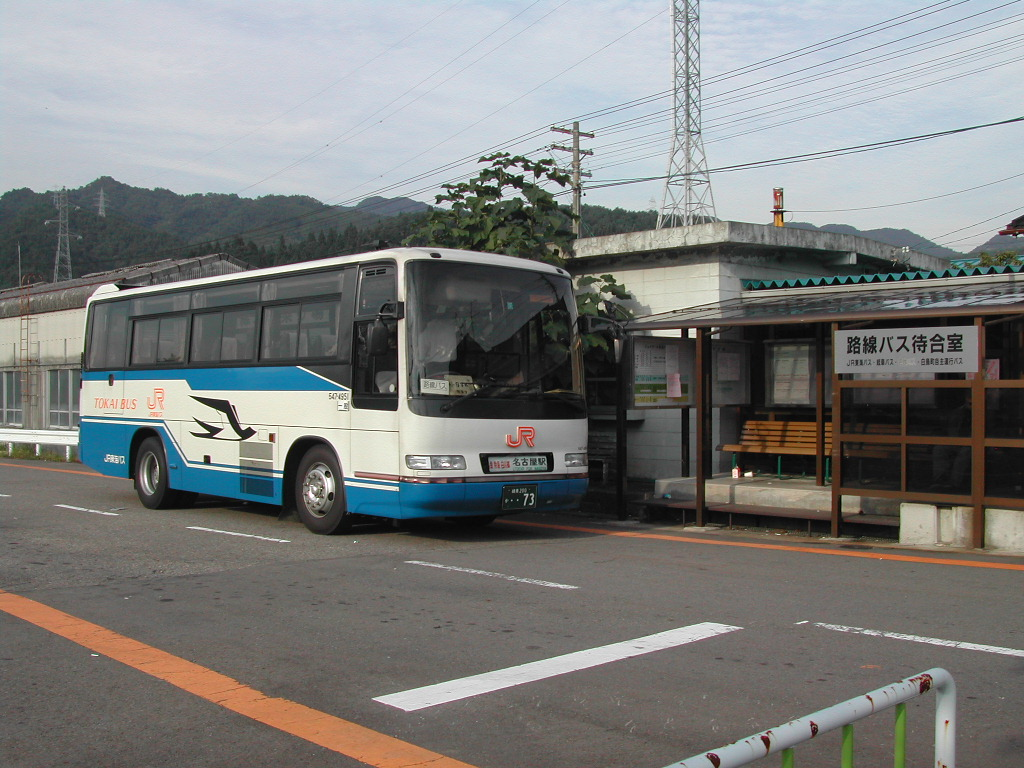
名金急行線　547-4951 美濃白鳥駅にて

名金急行線（めいきんきゅうこうせん）は、愛知県、岐阜県、富山県および石川県において日本国有鉄道およびその後継会社である西日本旅客鉄道、東海旅客鉄道、西日本ジェイアールバス及びジェイアール東海バスないし名古屋鉄道により運行され、またはされていた自動車路線である。昭和24年日本国有鉄道公示第31号「国鉄自動車路線名称」においては名金線（めいきんせん）の部に属した。2025年（令和7年）4月1日時点では金沢駅 - 森本駅間を西日本ジェイアールバスが名金線の名称で運行している。

## 概要

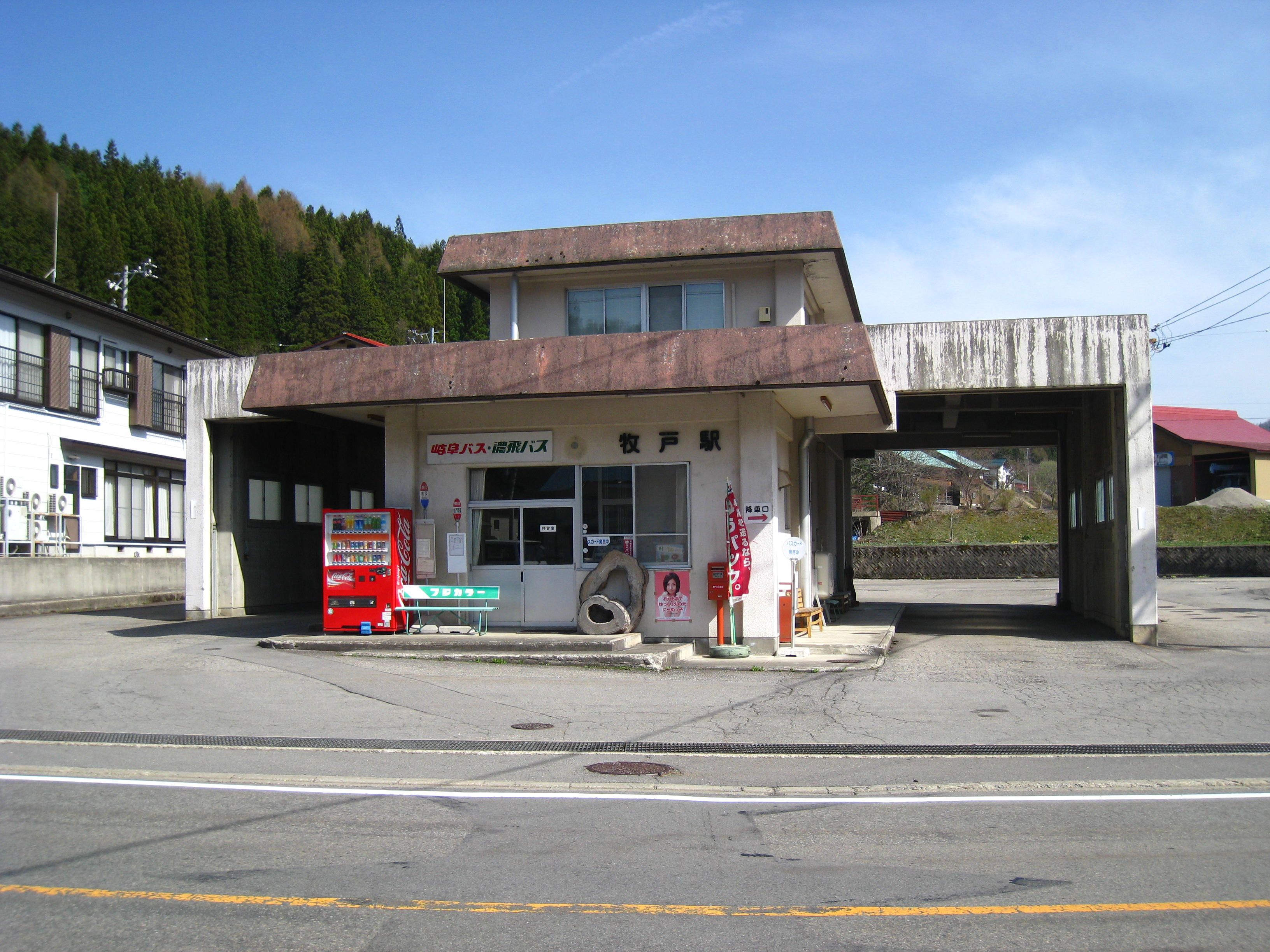
牧戸駅（岐阜県高山市荘川町）

### 名金急行線の概要

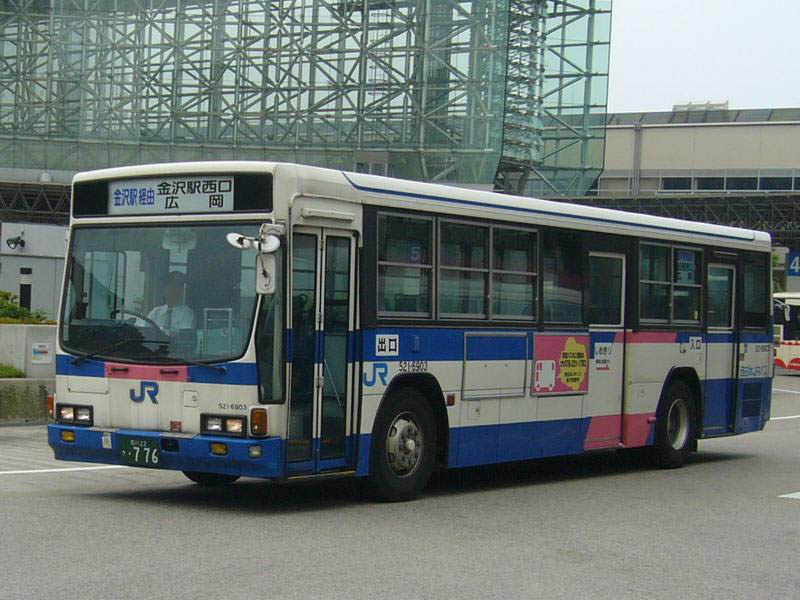
西日本ジェイアールバス名金線（金沢駅）

名金急行線は、1966年（昭和41年）12月1日より名古屋駅 - 金沢駅間等において日本国有鉄道の自動車路線として開業した。この名金急行線は、それまでの金白北本線及び金白南本線を統合し、美濃白鳥駅 - 名古屋駅間を延伸開業させて成立させたものであって、総延長は266.4キロメートルに及び、当時の日本国有鉄道の自動車路線として最長のものであった。金沢駅 - 名古屋駅間においては名古屋鉄道と共同運行をしていた。また、名金急行線には名古屋駅 - 金沢駅間のほか、1986年（昭和61年）12月10日現在においては、金沢駅 - 北安江駅間、堅田町駅 - 千谷口駅間、鳴和駅 - 小二又駅間、森本駅 - 才田駅間、鳴瀬駅 - 中尾駅間、千の杉駅 - 桐山駅間、高田駅 - 山王町2丁目駅 - 東長江駅間、荒田町島駅 - 城端駅間、福光駅 - 東太美駅 - 城端駅間、上砂子谷駅 - 土山駅 - 福光西町駅間、湯谷温泉口駅 - 国見ヒユツテ駅間の支線があった。また、昭和24年日本国有鉄道公示第31号「国鉄自動車路線名称」において名金急行線と同じく名金線に属した路線には、太美山線、井波線、那留線、医王山線、白鷲線、石徹白南線があった。
本路線の管轄は旧金白南線区間は中部地方自動車局美濃白鳥営業所、旧金白北本線区間は金沢自動車営業所が担当しており、前者は1933年（昭和8年）8月1日に名古屋鉄道局美濃白鳥自動車所、後者は1935年（昭和10年）10月3日に名古屋鉄道局森本自動車所として開設され、1936年（昭和11年）9月1日に美濃白鳥自動車区及び森本自動車自動車区となり、運輸通信省並びに運輸省から日本国有鉄道へと改組を経たのち、自動車事業の鉄道局からの分離に伴い、それぞれ中部地方自動車事務所美濃白鳥営業所及び森本自動車営業所となった。その後、1956年（昭和31年）1月15日に森本自動車営業所は金沢駅前への移転により、金沢自動車営業所と改称している。1968年（昭和43年）2月1日からは中部地方自動車事務所は、中部地方自動車局と改称された。国鉄民営化にあたっては、1986年（昭和61年）12月20日に告示された日本国有鉄道の事業等の引継ぎ並びに権利及び義務の承継等に関する基本計画により、東海旅客鉄道は美濃白鳥自動車営業所、西日本旅客鉄道は金沢自動車営業所の管轄路線をそれぞれ承継することとなった。

### 名金急行線開設の意義

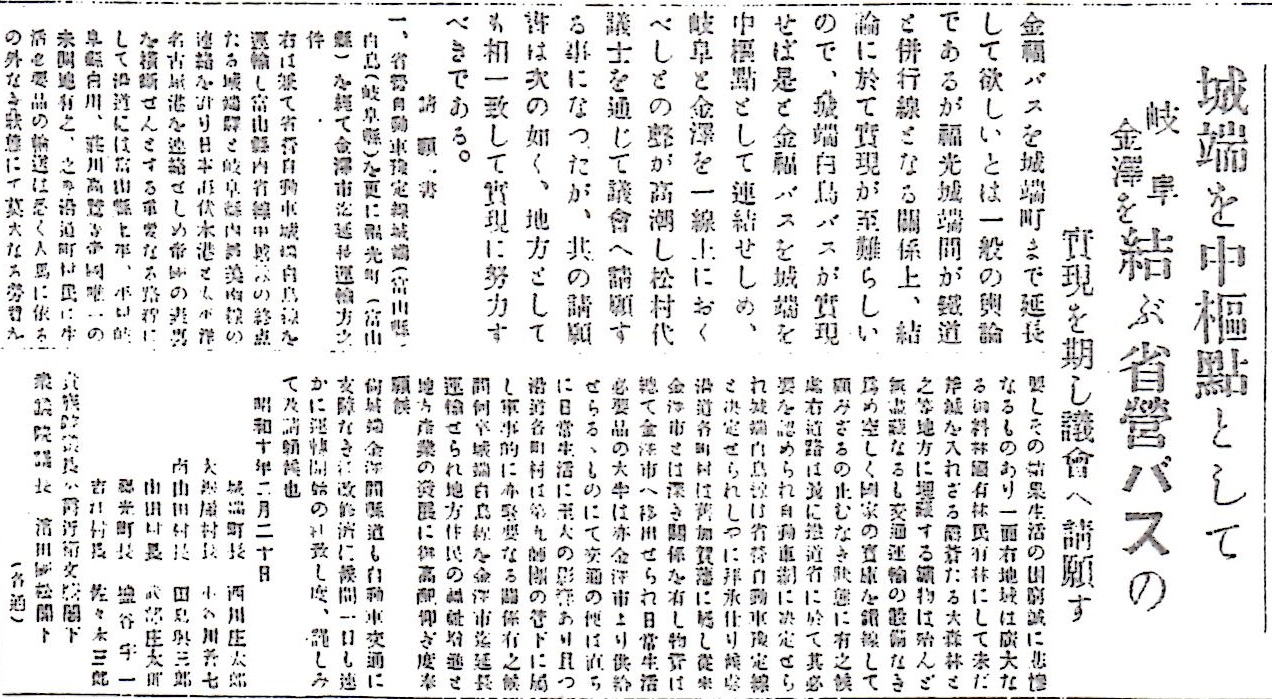
『城端時報』第133号より「城端を中枢点として岐阜金澤を結ぶ省営バスの実現を期し議会へ請願す」の記事。

中京経済圏の発展に伴う郡上・飛騨地方ならびに北陸地方との交流が年々増大する中にあって、これらの地方を直接的に結び付ける輸送機関がないという情勢に鑑み、同路線は沿線各地方の産業開発を促進するため、あるいは蛭ヶ野高原、白川郷、五箇山といった観光地に対する観光輸送を担う目的を以て開設された。このような北陸地方と中京地方を結ぶ自動車路線は、戦前より求められていたものであって、1947年（昭和22年）9月15日には東礪波郡城端町において行われた白城線期成促進大会において名古屋港と伏木港を結ぶ「中部日本横断の大動脈たる国鉄予定線白城線の実現を期す」ことが決議されている。

### 金白線概要
この名金急行線の元となった路線の一つである金白北本線は、1935年（昭和10年）10月3日に金沢駅 - 古屋谷駅間において運輸営業を開始した金福線をその始まりとしている。金福線は1939年（昭和14年）9月1日に福光駅にまで延伸され、続いて1953年（昭和28年）12月30日に境川橋詰駅まで延伸開業されると同時に金白北線と改称された。同路線は北陸本線金沢駅・森本駅と城端線福光駅・城端駅を結ぶ鉄道先行路線として、また城端から金白南線北濃駅・美濃白鳥駅を結ぶ鉄道短絡線としての使命を有すると同時に、地方産業文化の発展助命をも目的として運行が行われていた。また、1955年（昭和30年）10月28日には金白北本線と改称されている。なお、同線の一部区間においては、加越能鉄道と普通及び回数乗車券の相互乗車の取扱を行っていた。
名金急行線の元となったもう一つの路線である金白南本線は、1933年（昭和8年）8月1日に美濃白鳥駅 - 牧戸駅間において運輸営業を開始した白城線をその濫觴としている。白城線は1948年（昭和23年）3月16日に鳩ヶ谷駅にまで延伸され、続いて1953年（昭和28年）12月30日に境川橋詰駅まで延伸開業すると同時に金白南線と改称された。同路線は越美南線美濃白鳥駅・北濃駅と城端線城端駅を結ぶ鉄道短絡線としての使命を有するほか、白川郷や五箇山を結ぶ観光輸送を担い、且つ地方産業文化の発展助命を目的として運行が行われていた。また、1962年（昭和37年）10月15日には金白南本線と改称されている。また、金沢駅 - 美濃白鳥駅間においては自動車の車体に郵便差出箱を取り付け、郵便物の速達を図っていた。このような移動郵便差出箱の制度は、山間地域を走行する国鉄自動車において実施されていた制度であって、各自動車線の中間駅において旅客の乗降等のために停車する場合に利用者が郵便物を投函することが認められていた。

### 名金急行線の衰退と現状
如上の各自動車路線においては旅客輸送を行うほか、貨物や荷物の輸送も行われていたが、1976年（昭和51年）9月30日限りを以て美濃白鳥駅 - 向小駄良駅間において行われていた一般路線貨物自動車運送事業が廃止されると同時に貨物輸送はなくなり、1982年（昭和57年）4月1日に美濃白鳥駅における荷物取扱が廃止されると同時に名金急行線における荷物輸送はなくなった。1979年（昭和54年）6月に鳩ヶ谷駅 - 福光駅間における国鉄バスの運行が休止になり、幾つかの支線が整理されるなど、旅客輸送も縮小を続けた。それでも白川郷一帯をはじめとする沿線山間地域においては、貴重な公共交通機関であったという。

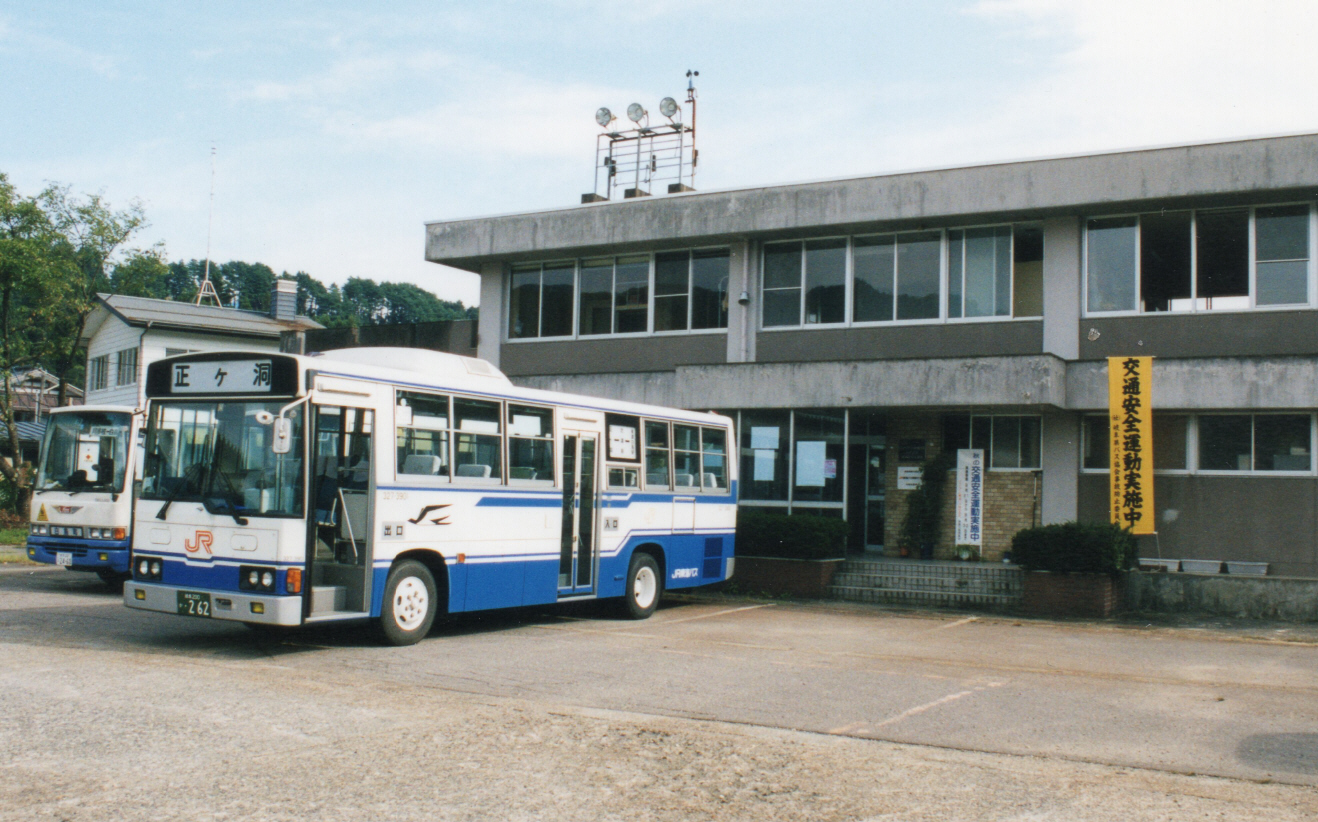
美濃白鳥営業所

1987年（昭和62年）4月1日の国鉄分割民営化と同時に日本国有鉄道（自動車線）の名金急行線は東海旅客鉄道及び西日本旅客鉄道に移管され、続いて1988年（昭和63年）4月1日よりジェイアール東海バス及び西日本ジェイアールバスに継承された。乗客の減少のため、1993年（平成5年）当時はジェイアール東海バスにおいては名古屋駅から大野郡白川村までを運行し、名古屋鉄道は夏から秋にかけての4か月に限り全線を運行していたという。名古屋鉄道は名金線（五箇山号）の運行を2000年（平成12年）9月を以て取り止め、ジェイアール東海バスは2002年（平成14年）10月1日をもって名金線を廃止した。ジェイアール西日本バスも2022年（令和4年）7月1日に福光駅 - 不動寺間、2025年（令和7年）4月1日に不動寺 - 森本駅間を廃止している。

#### 旧名金急行線区間における各社並びに地方自治体等の乗合自動車線
かつて名金急行線が走っていた区間は、2020年（令和2年）3月現在において自治体の補助または運営により地域ごとに以下の路線バスが運行されている（短距離の区間は一部割愛。停留所名称は現在のもの）。
- JR岐阜 - 美濃市役所前：岐阜乗合自動車　岐阜美濃線[43]
- 郡上八幡駅 - 美濃白鳥駅：白鳥交通　郡上八幡白鳥線[44]
- 美濃白鳥駅 - ひるがのスキー場：白鳥交通　白鳥ひるがの線[44]
- 御手洗 - 牧戸駅：のらマイカー　荘川線[45]
- 牧 - 飯島：濃飛乗合自動車　高速白川郷線[46]
- 白川郷 - 城端駅前：加越能バス　世界遺産バス[47]
- JR城端駅前 - JR福光駅：なんバス（南砺市営バス）　南砺中央病院線[48]
- 福光駅 - 金沢駅：西日本ジェイアールバス　名金線[49][50]（その後2022年（令和4年）7月1日に福光駅 - 不動寺間が、2025年（令和7年）4月1日に不動寺 - 森本駅間が廃止された[41][42]）

また、高速道路が整備された現在、名古屋駅 - 金沢駅間、名古屋 - 南砺地域は以下の高速バスで結ばれている。
- 北陸道ハイウェイバス、北陸道昼特急 - どちらも昼行高速バスで北陸自動車道経由
- 北陸ドリーム名古屋号 - 夜行高速バスで東海北陸自動車道を経由しており、名金急行線と近しい経路で都市を通過する
- 氷見・高岡 - 岐阜・名古屋線（加越能バス）：城端SA - 名古屋間で名金急行線と近しい東海北陸自動車道経由。
- きときとライナー（イルカ交通）：同上（ただし、城端サービスエリアと五箇山インター口での乗降は事前予約制）

## 沿革

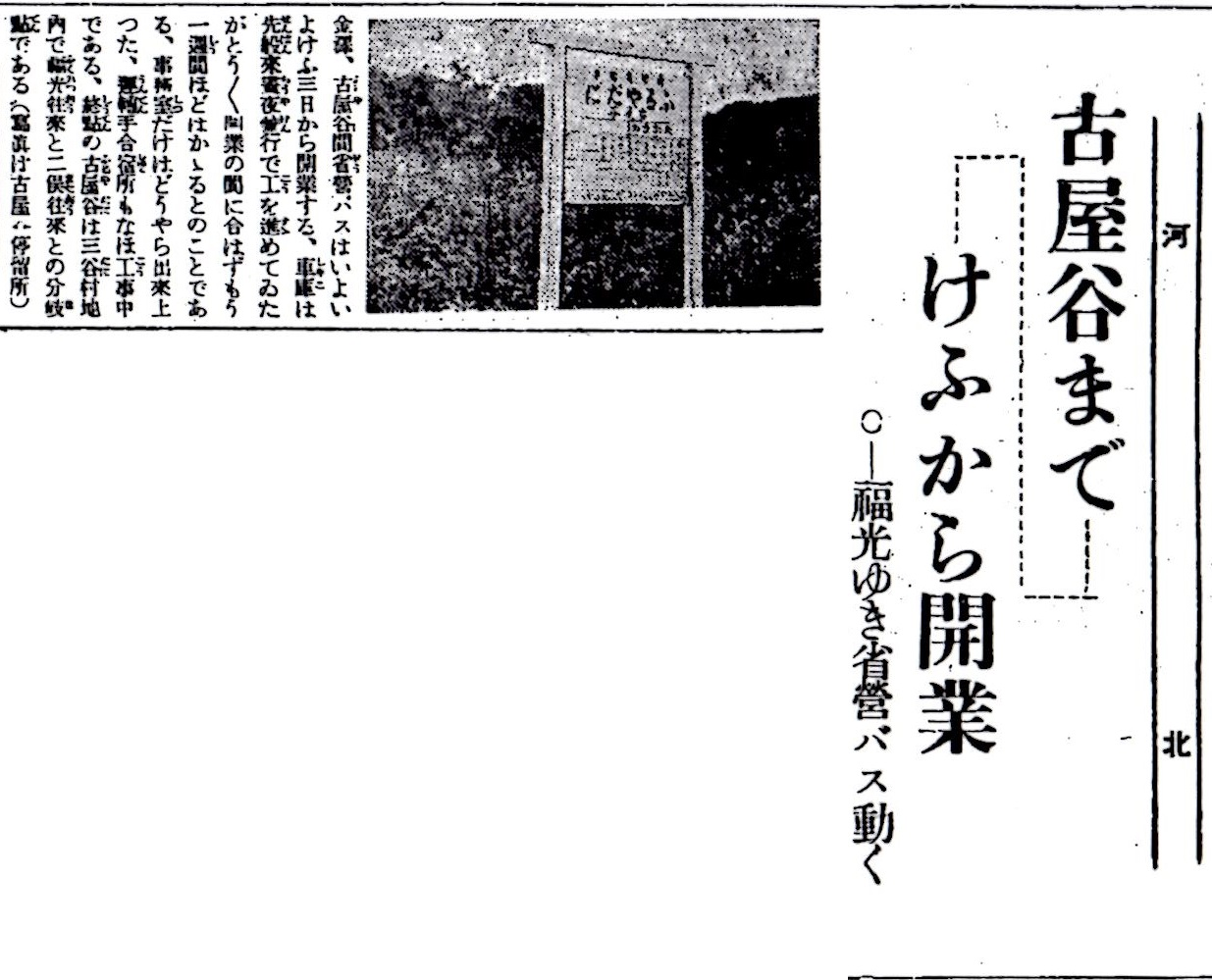
金福線金沢駅 - 古屋谷駅間開業を報ずる北國新聞の記事

- 1933年（昭和8年）8月1日 - 白城線美濃白鳥駅 - 牧戸駅間において運輸営業を開始する[24][25]。美濃白鳥駅及び牧戸駅においては一般運輸営業、前谷駅、正ヶ洞駅、西洞駅及び蛭ヶ野駅においては旅客、小荷物及び貨物を取扱い、その他の駅においては旅客に限り取扱を行う[25]。また、名古屋鉄道局美濃白鳥自動車所を置く[10]。
- 1934年（昭和9年）
  - 8月15日 - 同日限りを以て白城線毘沙門橋駅を廃止し、同線前谷駅における到着手荷物、小荷物、到着附随小荷物及び貨物の取扱を廃止する[51][52]。
  - 8月16日 - 白城線北濃長瀧駅 - 歩岐島駅間に北濃駅が開業する[53]。北濃駅は同日越美南線美濃白鳥駅 - 北濃駅間延伸と同時に鉄道駅としても開業した[54]。
- 1935年（昭和10年）
  - 1月11日 - 白城線は降雪期間中その全区間あるいは一部区間における運輸営業を休止する場合がある旨を告示する[55]。
  - 4月15日 - 白城線古家駅及び中将駅において発送車扱貨物の取扱を開始する[56]。
  - 5月17日 - 白城線野々俣駅において発送車扱貨物の取扱を開始する[57]。
  - 10月3日 - 金福線金沢駅 - 古屋谷駅間において運輸営業を開始する[18]。金沢駅及び森本駅においては一般運輸営業、加賀宮野駅においては旅客、到着手荷物、小荷物、到着附随小荷物及び貨物、武蔵ヶ辻駅においては旅客、到着手荷物、到着附随小荷物ならびに金沢駅連絡及び発着の小荷物及び貨物を除く小荷物及び貨物を取扱い、その他の駅においては旅客に限り取扱を行う[18]。また、名古屋鉄道局森本自動車所を置く[10]。
- 1936年（昭和11年）9月1日 - 各自動車所を自動車区と改め、美濃白鳥自動車所は美濃白鳥自動車区、森本自動車所は森本自動車区となる[10]。
- 1937年（昭和12年）
  - 6月1日 - 金福線小坂神社前駅 - 森本駅間に東金沢駅口駅、神谷口駅及び法光寺駅及び同線加賀宮野駅 - 古屋谷駅間に加賀高坂駅が開業する[58]。
  - 12月4日 - 積雪のため、白城線美濃白鳥駅 - 牧戸駅間における運輸営業を休止する[59]。
- 1938年（昭和13年）
  - 3月25日 - 白城線美濃白鳥駅 - 正ヶ洞駅間における運輸営業を再開する[59]。
  - 4月11日 - 白城線正ヶ洞駅 - 牧戸駅間における運輸営業を再開する[59]。
  - 6月30日 - 金福線古屋谷駅 - 総平駅間において運輸営業を開始する[60]。新設の駅はいずれも旅客に限り取扱を行う[60]。
  - 12月26日 - 積雪のため、白城線美濃白鳥駅 - 牧戸駅間における運輸営業を休止する[61]。

- 1939年（昭和14年）

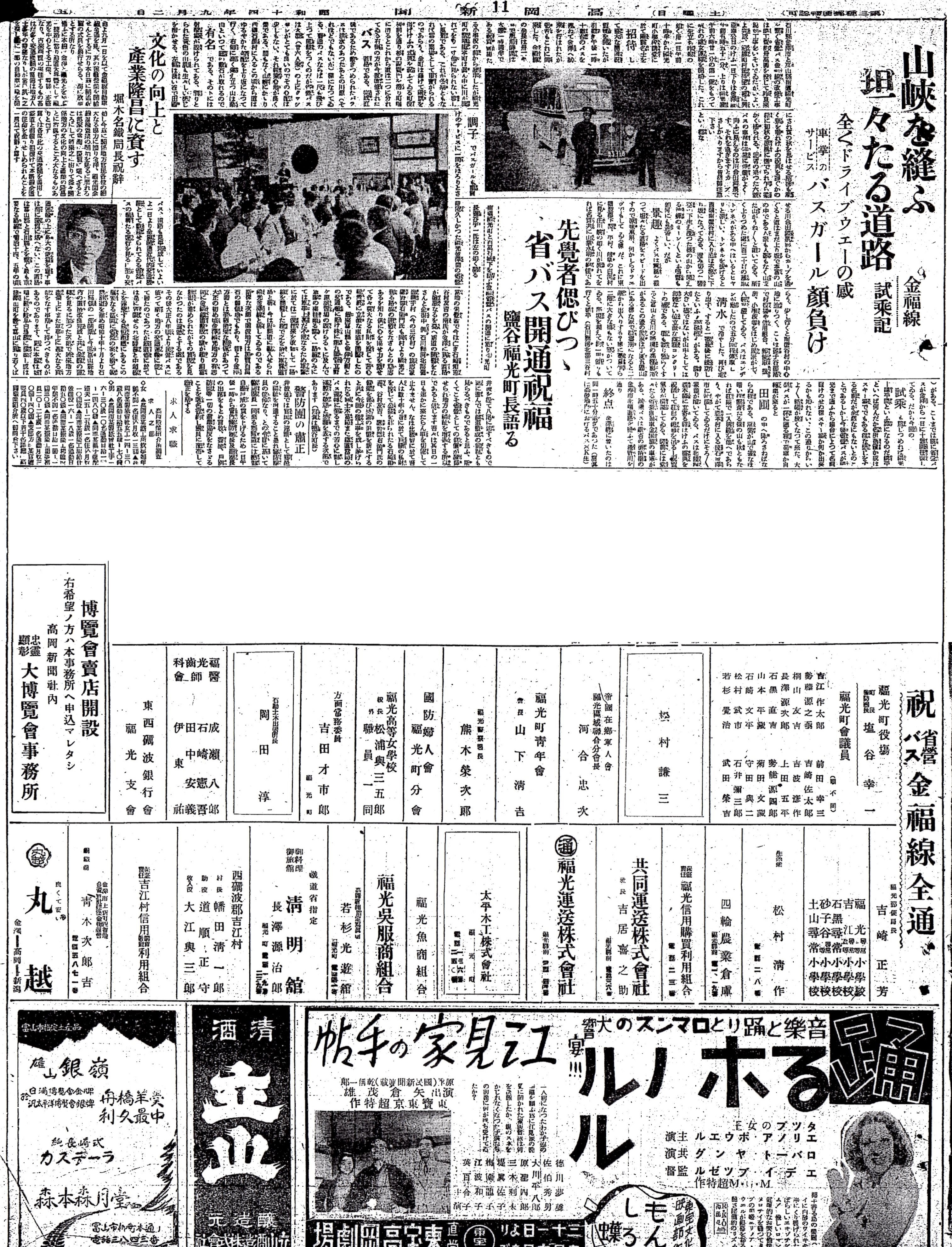
金福線総平駅 - 福光駅間開業を報ずる高岡新聞

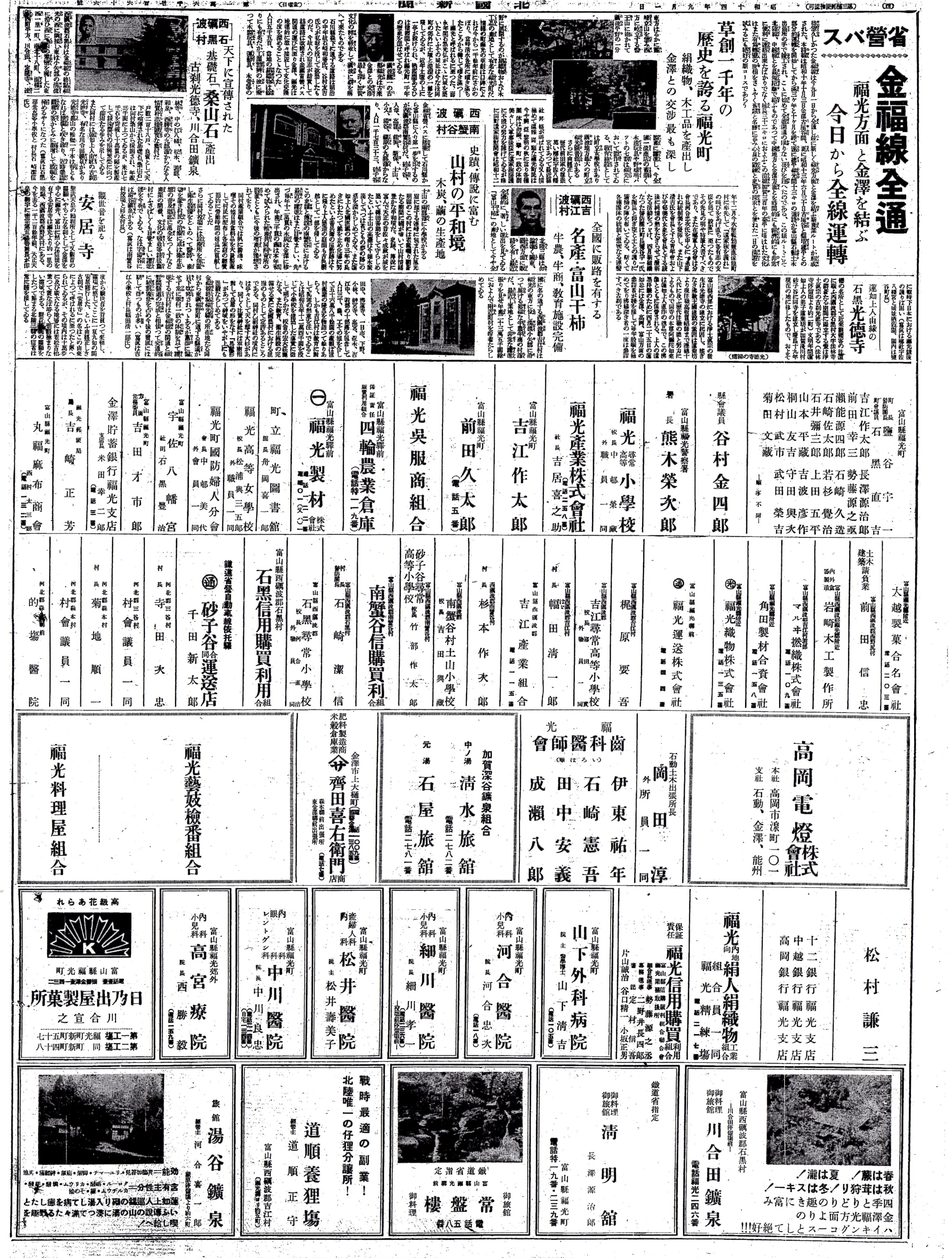
金福線総平駅 - 福光駅間開業を報ずる北國新聞

  - 3月15日 - 白城線美濃白鳥駅 - 正ヶ洞駅間における運輸営業を再開する[62]。同線正ヶ洞駅 - 西洞駅間は同年4月10日まで、同線西洞駅 - 牧戸駅間は同年同月末までに復旧する[62]。
  - 9月1日 - 金福線総平駅 - 福光駅間において運輸営業を開始する[19]。福光駅においては一般運輸営業、砂子谷駅においては旅客、到着手荷物、小荷物、到着附随小荷物及び貨物、その他の駅においては旅客に限り取扱を行う[19]。
  - 12月8日 - 積雪のため、白城線正ヶ洞駅 - 牧戸駅における運輸営業を同日より1940年（昭和15年）4月20日まで休止する[62]。
- 1940年（昭和15年）
  - 1月10日 - 積雪のため、金福線総平駅 - 福光駅間における運輸営業を同日より同年3月末まで休止する[63]。
  - 1月30日 - 積雪のため、美濃白鳥駅 - 正ヶ洞駅間における運輸営業を同日より同年3月末まで休止する[63]。
  - 12月20日 - 金福線は降雪期間中一部区間における運輸営業を停止する場合がある旨を告示する[64]。
- 1941年（昭和16年）
  - 1月11日 - 積雪のため、白城線正ヶ洞駅 - 牧戸駅間における運輸営業を同日より同年4月20日まで休止する[65]。
  - 1月20日 - 積雪のため、白城線美濃白鳥駅 - 正ヶ洞駅間における運輸営業を休止する[65]。
  - 3月6日 - 白城線美濃白鳥駅 - 正ヶ洞駅間における運輸営業を再開する[65]。
  - 6月10日 - 金福線古屋谷駅において発送車扱貨物の取扱を開始する[66]。
  - 8月10日 - 金福線金沢駅 - 橋場町駅間において当分の間旅客運輸営業を休止する[67]。
- 1942年（昭和17年）
  - 1月15日 - 積雪のため、白城線美濃白鳥駅 - 牧戸駅間における運輸営業を同年3月末まで休止する[68]。
  - 4月1日 - 金福線武蔵ヶ辻駅において営業範囲を改正し、旅客、到着手荷物及び貨物に限り取扱を行う駅となる[69]。ただし金沢駅経由または発着貨物の取扱は行わない[69]。
  - 5月1日 - 金福線金沢駅 - 橋場町駅間における旅客運輸営業を再開する[68]。
- 1943年（昭和18年）
  - 1月8日 - 積雪のため、白城線正ヶ洞駅 - 牧戸駅間における運輸営業を同日より同年3月末まで休止する[70]。
  - 1月25日 - 積雪のため、白城線全線における運輸営業を同日より同年3月25日まで休止する[70]。
  - 7月5日 - 金福線金沢駅 - 橋場町駅間における旅客運輸営業を休止する[70]。
  - 12月25日 - 積雪のため、白城線正ヶ洞駅 - 牧戸駅間における運輸営業を同日より1944年（昭和19年）3月31日まで休止する[71]。
- 1944年（昭和19年）
  - 3月1日 - 金福線神谷内駅、総平駅、鳥越駅、東蔵原駅及び川合田駅及び白城線歩岐島駅、小洞橋駅及び折立道駅を廃止する[72]。
  - 4月20日 - 金福線上砂子谷駅及び中ノ江駅及び白城線北濃下田駅、北濃学校前駅、北濃長滝駅、穴洞駅及び滝ヶ野駅を廃止する[73]。
  - 9月10日 - 白城線美濃白鳥駅 - 越前大谷駅間において貨物運輸営業を開始する[74]。上半原駅においては発送車扱貨物に限って取扱を行い、その他の駅においては一般貨物を取扱う[74]。
- 1947年（昭和22年）10月10日 - 白城線美濃白鳥駅 - 越前大谷駅間を大野線に移管する[75]。
- 1948年（昭和23年）
  - 1月10日 - 白城線牧戸駅構内等に貨物取扱所を開設し、区間貨物運輸営業を開始する[76]。
  - 3月16日-  白城線牧戸駅 - 鳩ヶ谷駅間において運輸営業を開始する[77]。鳩ヶ谷駅においては一般運輸営業、海上駅及び平瀬駅においては旅客、到着手荷物、小荷物及び貨物、秋町口駅においては旅客及び発送車扱貨物、その他の駅においては旅客に限り取扱を行う[77]。また、昭和22年運輸省告示第335号による区間貨物運輸営業は廃止する[77]。
  - 5月15日 - 美濃白鳥自動車区の拡張工事のため、土地収用法による土地収容の認定を公告する[78]。
  - 9月21日 - 金福線古屋谷駅 - 加賀二俣駅間において運輸営業を開始する[79]。加賀二俣駅においては旅客、到着手荷物、小荷物及び貨物、その他の駅においては旅客に限り取扱を行う[79]。また、古屋谷駅における営業範囲を改正し、旅客に限り取扱を行う駅となる[80]。
  - 12月15日 - 北濃下田駅、北濃学校前駅が開業する[81]。
- 1949年（昭和24年）
  - 5月28日 - 白城線鳩ヶ谷駅における営業範囲を改正し、旅客、到着手荷物・小荷物及び貨物を取扱う駅となる[82]。
  - 12月1日 - 金福線橋場町駅における営業範囲を改正し、旅客、到着手荷物、小荷物及び貨物を取扱う駅となる[83]。
- 1950年（昭和25年）
  - 4月1日 - 各地方自動車事務所を置き、美濃白鳥自動車区及び森本自動車区はそれぞれ国鉄中部地方自動車事務所美濃白鳥自動車営業所及び森本自動車営業所となる[10]。
  - 11月11日 - 金福線深谷鉱泉口駅 - 四王寺駅間において運輸営業を開始する[84]。新設の駅はいずれも旅客に限り取扱を行う[84]。
- 1951年（昭和26年）
  - 3月10日 - 金福線福光駅 - 井波駅前駅間及び福光駅 - 越中吉見駅間において運輸営業を開始する[85]。新設の駅はいずれも旅客に限り取扱を行う[85]。
  - 5月5日 - 白城線美濃白鳥駅 - 牛道駅間において運輸営業を開始する[86]。新設の駅は何れも旅客に限り取扱を行う[86]。
  - 11月1日 - 白城線北濃学校前駅、古家駅、御手洗駅、荻町駅及び金福線小坂神社前駅における営業範囲を改正し、旅客のみ取扱う駅となる[87]。また、白城線北濃下田駅、北濃中切駅、北濃役場前駅及び小洞橋駅を廃止する[88]。また、向小駄良駅 - 北濃学校前駅間に北濃太田駅、陰地駅 - 牛道駅間に牛道役場前駅が開業する[89]。
- 1952年（昭和27年）
  - 2月29日 - 白城線中将駅における営業範囲を改正し、車扱貨物の取扱を廃止して旅客のみ取扱う駅となる[90]。
  - 7月10日 - 金福線橋場町駅及び加賀二俣駅及び白城線正ヶ洞駅における営業範囲を改正し、一般運輸営業の取扱を開始する[91]。
  - 8月15日 - 金福線小坂神社前駅 - 小二又駅間において運輸営業を開始する[92]。新設の駅は何れも旅客に限り取扱を行う[92]。
  - 9月1日 - 美濃白鳥自動車営業所及び森本自動車営業所において一般運輸営業の取扱を開始する[93]。
  - 10月18日 - 金福線福光駅 - 城端駅間において運輸営業を開始する[94]。城端駅においては旅客のほか、手荷物及び小荷物の取扱を行う[94]。
- 1953年（昭和28年）
  - 5月20日 - 白城線飛騨中野駅における営業範囲を改正し、旅客、到着手荷物、小荷物及び貨物を取扱う駅となる[95]。
  - 7月5日 - 金福線太美山駅における営業範囲を改正し、手荷物及び小荷物の取扱を開始する[96]。ただし、配達は行わない[96]。
  - 12月30日 - 金福線を金白北線、白城線を金白南線に改称する[20]。金白北線福光駅 - 境川橋詰駅間及び同線井波駅前駅 - 小牧堰堤駅間及び金白南線鳩ヶ谷駅 - 境川橋詰駅間において運輸営業を開始する[21]。福光駅においては一般運輸営業、城端駅においては旅客、手荷物及び小荷物、鳩ヶ谷駅においては旅客、到着手荷物、小荷物及び貨物、下梨駅及び西赤尾駅においては旅客、到着手荷物及び小荷物、その他の駅においては旅客に限り取扱を行う[21]。金白北線福光駅 - 飛野駅間に越中高宮駅が開業し、旅客に限り取扱を開始する[97]。
- 1954年（昭和29年）
  - 1月28日 - 旧計量法（昭和26年法律第207号）により橋場町駅、加賀宮野駅、砂子谷駅、鳩ヶ谷駅、平瀬駅、海上駅、牧戸駅、蛭ヶ野駅、西洞駅及び正ヶ洞駅を計量器使用事業場に指定する[98]。
  - 5月27日 - 金福線小二又駅、四王寺駅及び越中吉見駅における営業範囲を改正し、車扱貨物の取扱を開始する[99]。
- 1955年（昭和30年）
  - 1月10日 - 金白南線西洞駅及び野々俣駅における営業範囲を改正し、両駅共に旅客のみ取扱う駅となる[100]。
  - 4月1日 - 金白北線金屋駅を庄川町駅と改称する[101]。
  - 10月28日 - 金白北線武蔵ヶ辻駅における営業範囲を改正し、旅客のみ取扱う駅となる[102]。また、金白北線を金白北本線と改称し、金白北線古屋谷駅 - 加賀二俣駅間は新設の医王山線（武蔵ヶ辻駅 - 加賀二俣駅 - 古屋谷駅間）に移管する[23]。
- 1956年（昭和31年）
  - 1月15日 - 森本自動車営業所を移転して金沢自動車営業所と改称し、昭和27年日本国有鉄道公示第215号（自動車営業所において運輸営業の取扱をすることについて）中の森本を金沢と改める[13][12]。
  - 5月1日 - 金白北本線経塚駅 - 大西駅 - 野口駅間を廃止し、同線経塚駅 - 立美駅 - 野口駅間において運輸営業を開始する[103]。立美駅は旅客に限り取扱を行う[103]。
- 1957年（昭和32年）
  - 4月12日 - 金白北本線四王寺駅 - 南千谷駅間において運輸営業を開始する[104]。新設の駅はいずれも旅客に限り取扱を行う[104]。
  - 10月1日 - 金白北本線深谷鉱泉口駅を深谷温泉口駅、同線牧駅を牧温泉駅、金白南線陰地駅を恩地駅と改称する[105]。また、金白北本線加賀高坂駅及び福光西町駅を廃止する[106]。また、金白北本線砂子谷駅 - 蔵原口駅間に上砂子谷駅、同線定竜寺駅 - 福光駅間に福光東町駅、同線梨谷駅 - 小来栖駅間に田代駅、同線小来栖駅 - 見座駅間に来栖駅、同線下梨駅 - 上梨駅間に漆原駅、同線皆葎駅 - 細島駅間に小原発電所前駅、同線細島駅 - 新屋駅間に菅沼駅、金白南線平瀬駅 - 保木脇駅間に木谷口駅、恩地駅 - 牛道役場前駅間に牛道学校前駅が開業し、旅客に限り取扱を開始する[107][108]。また、金白北本線福光東町駅の開業により、同線福光駅 - 城端駅間及び同線福光駅 - 越中吉見駅間の起点を福光駅から福光東町駅に改める[107][109]。また、金白南線牛道学校前駅 - 正ヶ洞駅間において運輸営業を開始する[110]。新設の駅は何れも旅客に限り取扱を行う[110]。また、金白北本線神谷口駅及び不動寺駅における営業範囲を改正し、旅客のみ取扱う駅となる[111]。また、金白南線平瀬駅及び鳩ヶ谷駅における営業範囲を改正し、一般運輸営業の取扱を開始する[112]。
- 1958年（昭和33年）
  - 2月1日 - 金白北本線森本駅 - 才田駅間において運輸営業を開始する[113]。新設の駅は何れも旅客に限り取扱を行う[113]。
  - 4月1日 - 自動車線共通乗車規則を定め、加越能鉄道と金沢駅 - 成出駅間及び福光駅 - 小牧堰堤駅間において普通乗車券または回数乗車券を所持する旅客に限り共通乗車の取扱を開始する[114]。
  - 7月1日 - 金白南線高鷲役場前駅 - 鷲見駅間において運輸営業を開始する[115]。新設の駅は何れも旅客に限り取扱を行う[115]。
- 1959年（昭和34年）
  - 4月12日 - 金白北本線上砂子谷駅 - 土山駅 - 福光東町駅間において運輸営業を開始する[116]。新設の駅はいずれも旅客に限り取扱を行う[116]。
  - 6月15日 - 金白南線飛騨中野駅及び海上駅における営業範囲を改正し、旅客のみ取扱う駅となる[117]。
  - 10月5日 - 金白北本線金沢駅 - 北安江駅間において運輸営業を開始する[118]。北安江駅においては旅客に限り取扱を行う[118]。
- 1960年（昭和35年）
  - 1月20日 - 金白南線北濃駅における営業範囲を改正し、同駅における貨物取扱は自動車線内相互発着となるものに限る[119]。
  - 4月1日 - 金白北線加賀宮野駅における営業範囲を改正し、旅客のみ取扱う駅となる[120]。
  - 5月27日 - 金白北本線福光東町駅 - 西太美駅間において運輸営業を開始する[121]。新設の駅は何れも旅客に限り取扱を行う[121]。
- 1961年（昭和36年）
  - 1月1日 - 金白北本線金沢駅、橋場町駅、小二又駅、四王寺駅及び越中吉見駅における営業範囲を改正し、金沢駅は一般運輸営業を廃止して旅客、手荷物及び自動車線内相互発着となる貨物を取扱う駅に、橋場町駅は一般運輸営業を廃止して旅客及び手荷物（ただし配達を行わない）駅に、小二又駅、四王寺駅及び越中吉見駅は旅客及び自動車線内相互発着となる貨物を取扱う駅となる[122]。
  - 5月1日 - 金白北本線鳴瀬駅 - 中尾駅間において運輸営業を開始する[123]。新設の駅は何れも旅客に限り取扱を行う[123]。
- 1962年（昭和37年）
  - 2月10日 - 金白南線北濃駅、牧戸駅、正ヶ洞駅、蛭ヶ野駅、平瀬駅及び鳩ヶ谷駅における営業範囲を改正し、北濃駅は旅客、手荷物及び小荷物を取扱う駅に、牧戸駅、正ヶ洞駅、平瀬駅及び鳩ヶ谷駅は旅客、手荷物及び小荷物（ただし配達は行わない）を取扱う駅に、蛭ヶ野駅は旅客、到着手荷物及び小荷物（ただし配達は行わない）を取扱う駅になる[124]。
  - 4月10日 - 金白北本線橋場町駅における営業範囲を改正し、旅客のみ取扱う駅となる[125]。
  - 10月1日 - 金白南線美濃白鳥駅 - 牛道駅間における路線を四辻駅 - 牛道駅間に改め、美濃白鳥駅 - 四辻駅間は新設の那留線に移管する[126]。
  - 10月15日 - 金白南線四辻駅 - 牛道駅間、同線牛道学校前駅 - 正ヶ洞駅間及び同線高鷲役場前駅 - 鷲見駅間を新設の白鷲線に移管し、美濃白鳥駅 - 成出駅間を金白南本線と改称する[26]。また、金白南本線飛騨中野駅、飛騨福島駅及び椿原駅を廃止する[127]。
  - 11月10日 - 金白南本線向小駄良駅 - 鳩ヶ谷駅間における一般路線貨物自動車運送事業を廃止する[128]。
- 1963年（昭和38年）
  - 1月10日 - 金白北本線福光東町駅を廃止し[129]、同線上砂子谷駅 - 土山駅 - 福光東町駅における終点を福光西町駅に、同線福光東町駅 - 経塚駅 - 城端駅間における起点を福光駅に変更する[130]。また、同線福光東町駅 - 越中吉見駅間及び福光東町駅 - 西太美駅間における起点を福光東町駅から福光駅に変更した上で、福光駅 - 越中吉見駅間及び福光駅 - 西太美駅間を太美山線、福光駅 - 小牧堰堤駅間を井波線と線路名称を定める[130]。また、金白北本線福光駅 - 開発駅間に福光高校前駅、大鋸屋駅 - 越中瀬戸口駅間に越中中尾駅、細尾峠駅 - 梨谷駅間に道谷駅、田代駅 - 小来栖駅間に上松尾駅、菅沼駅 - 新屋駅間に上中田駅、西赤尾駅 - 境川橋詰駅間に楮橋詰駅、境川橋詰駅 - 成出駅間に小白川駅が開業する[131]。また、金白北本線切山駅を桐山駅と改称する[132]。
  - 8月7日 - 金白南本線新開地駅を蛭ヶ野温泉駅、飛騨福島駅を御母衣ダム駅と改称する[133]。
- 1964年（昭和39年）
  - 4月1日 - 金白北本線大樋町駅 - 東長江駅間に星稜高校前駅が開業し、旅客に限り取扱を開始する[134]。
  - 6月1日 - 金白北本線森本駅、福光駅、砂子谷駅、小二又駅及び四王寺駅における営業範囲を改正し、森本駅及び福光駅は一般運輸営業を廃止して旅客、手荷物及び小荷物を取扱う駅に、砂子谷駅、小二又駅及び四王寺駅は旅客のみ取扱う駅となる[135]。
  - 8月20日 - 金白北本線金沢駅 - 福光駅間、小坂神社前駅 - 小二又駅間及び深谷温泉口駅 - 四王寺駅間における一般路線貨物自動車運送事業を廃止する[136]。
- 1965年（昭和40年）
  - 7月1日 - 金白北本線地代駅を廃止する[137]。また、同線小森谷口駅 - 定竜寺駅間に川合田温泉駅、四王寺駅 - 加賀朝日駅間に千の杉駅が開業する[138]。新設の駅は何れも旅客に限り取扱を行う[138]。
  - 9月11日 - 金白北本線深谷元ノ湯駅を深谷元湯駅に改称する[139]。また、同線飛野駅を廃止する[140]。また、同線繩蔵駅 - 城端駅間に細木駅、福光駅 - 越中高宮駅間に天神町駅、越中高宮駅 - 経塚駅間に矢留口駅、経塚駅 - 立美駅間に上野駅が開業する[141]。新設の駅は何れも旅客に限り取扱を行う[141]。
  - 12月2日 - 金白北本線千の杉駅 - 桐山駅間において運輸営業を開始する[142]。新設の駅は何れも旅客に限り取扱を行う[142]。
- 1966年（昭和41年）
  - 3月1日 - 金白南本線蛭ヶ野駅を蛭ヶ野高原駅と改称する[143]。また、金白南本線北濃太田駅、北濃学校前駅、古家駅、釜ヶ洞口駅、岩瀬駅、秋町口駅、保木脇駅、大牧駅及び椿原堰堤前駅を廃止する[144]。また、金白南本線向小駄良駅 - 北濃駅間に北濃中切駅及び北濃長滝駅、神道駅 - 正ヶ洞駅間に鮎走駅、西洞駅 - 蛭ヶ野高原駅間に折立道駅、牧戸駅 - 海上駅間に落部口駅、御母衣駅 - 平瀬駅間に大白川口駅、木谷口駅 - 野谷駅間に保木脇口駅、野谷駅 - 萩町駅間に馬狩口駅、飛騨下田駅 - 芦倉駅間に椿原駅が開業する[145]。新設の駅は何れも旅客に限り取扱を行う[145]。
  - 5月18日 - 金白北本線湯谷温泉口駅 - 国見ヒユツテ駅間において運輸営業を開始する[146]。ただし、運行期日については中部地方自動車事務所長が定める[146]。新設の駅は何れも旅客に限り取扱を行う[146]。
  - 12月1日 - 金白北本線及び金白南線を統合して名金急行線と改称する[3]。また、名金急行線美濃白鳥駅 - 名古屋駅間において運輸営業を開始する[4]。新設の駅は何れも旅客に限り取扱を行う[4]。また、落部口駅 - 海上駅間に飛騨中野駅が開業し、旅客に限り取扱を開始する[147]。また、自動車線共通乗車規則（昭和33年日本国有鉄道公示第78号）に名古屋鉄道を追加し、共通乗車区間内相互発着となる普通乗車券または周遊割引券を所持する旅客に限り共通乗車の取扱を開始し、且つ名古屋駅 - 金沢駅間において共同運行を開始する[148][6]。
- 1967年（昭和42年）
  - 5月20日 - 蛭ヶ野温泉駅、西赤尾駅及び下梨駅における営業範囲を改正し、旅客のみ取扱う駅となる[149]。
  - 9月10日 - 蛭ヶ野高原駅 - 蛭ヶ野温泉駅間にあやめ沢駅が開業し、旅客に限り取扱を開始する[150]。
- 1968年（昭和43年）
  - 2月1日 - 中部地方自動車事務所を中部地方自動車局と改称する[13]。
  - 6月10日 - 自動車線共通乗車規則（昭和33年日本国有鉄道公示第78号）別表を改正し、加越能鉄道と共通乗車の取扱をする旅客を普通乗車券、周遊割引乗車券または回数乗車券を所持する旅客に改める[151]。
  - 12月13日 - 経塚駅を東太美駅、矢留口駅を殿口駅と改称する[152]。
  - 12月15日 - 東金沢駅口駅 - 小坂神社前駅間等に鳴和駅が開業し、旅客に限り取扱を開始する[153]。
- 1969年（昭和44年）6月19日 - 大白川口駅を白山登山口駅、保木脇口駅を保木脇駅と改称する[154]。
- 1970年（昭和45年）12月15日 - 正ヶ洞駅、牧戸駅、平瀬駅及び鳩ヶ谷駅における営業範囲を改正し、旅客、手荷物及び小荷物（ただし代金引換の取扱及び配達はしない）を取扱う駅となる[155]。
- 1972年（昭和47年）
  - 4月30日 - 同日限りを以て城端広小路駅を廃止する[156]。
  - 5月1日 - 深谷温泉口駅を堅田町駅と改称する[157]。
  - 6月1日 - 北濃駅、城端駅、福光駅、森本駅及び金沢駅における営業範囲を改正し、旅客のみ取扱う駅となる[158]。
- 1974年（昭和49年）
  - 3月17日 - 蛭ヶ野温泉駅を蛭ヶ野新開地駅と改称する[159]。また、北濃中切駅 - 北濃長滝駅間に北濃学校前駅が開業し、旅客に限り取扱を開始する[160]。
  - 6月25日 - 同日限りを以て上松尾駅及び田代駅を廃止する[161]。
  - 8月1日 - 自動車営業所において運輸営業の取扱いをすることについて（昭和27年日本国有鉄道公示第280号）を廃止し、美濃白鳥自動車営業所においては一般運輸営業、金沢自動車営業所においては旅客に限って取扱を行う旨を新たに定める[162]。
  - 10月1日 - 美濃白鳥駅、正ヶ洞駅、平瀬駅、牧戸駅及び鳩ヶ谷駅における営業範囲を改正し、旅客及び荷物を取扱う駅となる[163]。
  - 12月11日 - 法林寺駅 - 湯谷温泉口駅間に法林寺温泉駅、森本駅 - 大場駅間に森本支所前駅が開業し、旅客に限り取扱を開始する[164]。
  - 12月13日 - 向小駄良駅 - 北濃中切駅間に北濃下田駅が開業し、旅客に限り取扱を開始する[165]。
- 1975年（昭和50年）11月14日 - 東長江駅 - 牧温泉駅間に夕日寺駅が開業し、旅客に限り取扱を開始する[166]。
- 1976年（昭和51年）9月30日 - 同日限りを以て美濃白鳥駅 - 向小駄良駅間における一般路線貨物自動車運送事業を廃止する[28]。
- 1977年（昭和52年）12月1日 - 南千谷駅 - 千谷口駅間において運輸営業を開始する[167]。千谷口駅においては旅客に限り取扱を行う[167]。桐山駅 - 中尾駅間に千谷口駅が開業し、旅客に限り取扱を開始する[168]。
- 1979年（昭和54年）
  - 1月1日 - 西洞駅を大日岳スキー場口駅、あやめ沢駅を蛭ヶ野スキー場駅と改称する[169]。
  - 6月 - 鳩ヶ谷駅 - 福光駅間における運行を休止する[30]。
  - 10月16日 - 自動車線共通乗車規則（昭和33年日本国有鉄道公示第78号）別表を改正し、名古屋鉄道と共通乗車の取扱を行う区間を名古屋駅 - 金沢駅間から名古屋駅 - 鳩ヶ谷駅間及び福光駅 - 金沢駅間に改め、加越能鉄道との共通乗車の取扱を廃止する[170]。
- 1980年（昭和55年）
  - 5月1日 - 平瀬駅における営業範囲を改正し、旅客のみ取扱う駅となる[171]。
  - 8月1日 - 正ヶ洞駅、牧戸駅及び鳩ヶ谷駅における営業範囲を改正し、旅客のみ取扱う駅となる[172]。
- 1982年（昭和57年）4月1日 - 美濃白鳥駅における営業範囲を改正し、旅客のみ取扱う駅となる[29]。
- 1983年（昭和58年）7月1日 - 正ヶ洞駅 - 鷲見駅間において運輸営業を開始する[173]。
- 1985年（昭和60年）
  - 6月24日 - 同日限りを以て正ヶ洞駅 - 鷲見駅間における一般乗合旅客自動車運送事業を廃止する[174]。
  - 12月20日 - 高田駅 - 山王町2丁目駅 - 東長江駅間において運輸営業を開始する[175]。新設の駅は何れも旅客に限り取扱を行う[175]。
- 1986年（昭和61年）
  - 10月31日 - 福光駅 - 立美駅間における運行系統（通称立美線）を廃止する[176]。
  - 11月1日 - 自動車営業所において運輸営業の取扱いをすることについて（昭和49年日本国有鉄道公示第115号）を廃止する[177]。
  - 12月11日 - 昭和24年日本国有鉄道公示第31号「国鉄自動車路線名称」を改正し、小又西口 - 福光西町間、荒田町島 - 福光間、福光 - 東太美 - 城端間及び湯谷温泉口 - 国見ヒユツテ間を削除する[1]。また、森本 - 才田間は森本 - 才田 - 八田間、金沢 - 北安江間は金沢 - 広岡間と改め、大日岳スキー場口 - 大日岳スキー場間を新設する[1]。
  - 12月20日 - 日本国有鉄道改革法（昭和61年法律第87号）第19条第1項に規定する基本計画として日本国有鉄道の事業等の引継ぎ並びに権利及び義務の承継等に関する基本計画を告示し、東海旅客鉄道は美濃白鳥営業所、西日本旅客鉄道は金沢自動車営業所の管轄する自動車路線を承継する旨を定める[15]。
- 1987年（昭和62年）4月1日 - 国鉄分割民営化により西日本旅客鉄道及び東海旅客鉄道が発足し、各社管轄区間の旧国鉄自動車線を継承する[32][33][34]。
- 1988年（昭和63年）4月1日 - 西日本ジェイアールバス及びジェイアール東海バスが、各旅客鉄道の自動車事業を継承する[36][35]。
- 1994年（平成6年）9月30日 - 西日本ジェイアールバスが砂子谷 - 小又西口間（土山線）を廃止する[178]。
- 2000年（平成12年）
  - 9月 - 名古屋鉄道が五箇山号（名金線）の運行を休止する[38]。
  - 11月29日 - ジェイアール東海バスが名金線を含む不採算路線より撤退し、美濃白鳥営業所を閉鎖すると発表する[179][180]。
- 2002年（平成14年）10月1日 - ジェイアール東海バスが名金線を廃止し、同日より岐阜乗合自動車が一部区間の代替運行を開始する[40][39]。美濃白鳥営業所管轄の路線全廃に伴い、美濃白鳥営業所を廃止する[181]。
- 2007年（平成19年）8月28日 - 石川県が名金線（金沢 - 福光間）を国や県の補助対象となる生活交通路線として承認する[49]。
- 2022年（令和4年）7月1日 - 西日本ジェイアールバスが福光 - 不動寺間（名金線）と、深谷元湯 - 千谷口間、鳴瀬 - 中尾間（共に中尾線）、山王口 - 小二又間（牧線）を廃止[182]。
- 2025年（令和7年）4月1日 - 西日本ジェイアールバスが不動寺 - 森本間を廃止[42]。

## 車両
1933年（昭和8年）度において白城線にはバス1台、バストラクター2台、トレーラー4台が所属した。1934年（昭和9年）度において白城線にはバス1台、バストラクター2台、トレーラー4台が所属した。1935年（昭和10年度）において金福線にはバス5台、トラック1台、白城線にはバス1台、バストラクター2台、トレーラー4台が所属した。1936年（昭和11年）度において金福線にはバス5台、トラック1台、白城線にはバス1台、バストラクター3台、トレーラー10台、トラック1台が所属した。

## 駅一覧

金白北線路線図

金白南線路線図

名金急行線路線概況

以下の表における所在地等の記述はその駅が自動車駅として開業した当時における告示あるいは公示の表記によるものであり、且つ国有鉄道時代の停車場に限る。一般に国鉄自動車線には停車場（駅）の他に旅客取扱を行う乗降場を設けている場合があるが、下記の表に乗降場は含めていない。また、太美山線、井波線、那留線、医王山線、白鷲線及び大野線に移管された区間についても下記の表には含めていない。
| 駅名             | 読み                                                  | 所在地                                             | 備考 |
| ---------------- | ----------------------------------------------------- | -------------------------------------------------- | --- |
| 名古屋           | なごや                                                | 既設停車場                                         | 既設駅（ただし本線の駅としては1966年（昭和41年）12月1日開業）                                                                                             |
| 尾張一宮駅前     | おわりいちのみやえきまえ                              | 愛知県一宮市千歳通り                               | 1966年（昭和41年）12月1日開業 |
| 岐阜駅前         | ぎふえきまえ                                          | 岐阜県岐阜市吉野町                                 | 1966年（昭和41年）12月1日開業 |
| 小屋名           | おやな                                                | 岐阜県関市大字小金田                               | 1966年（昭和41年）12月1日開業 |
| 美濃市役所前     | みのしやくしょまえ                                    | 岐阜県美濃市殿町                                   | 1966年（昭和41年）12月1日開業 |
| 郡上八幡駅前     | ぐじょうはちまんえきまえ                              | 岐阜県郡上郡八幡町大字稲荷                         | 1966年（昭和41年）12月1日開業 |
| 美濃弥富駅前     | みのやとみえきまえ                                    | 既設停車場                                         | 既設駅（ただし本線の駅としては1966年（昭和41年）12月1日開業）                                                                                             |
| 美濃白鳥         | みのしろとり                                          | 既設停車場                                         | 既設駅（ただし本線の駅としては1933年（昭和8年）8月1日開業）                                                                                               |
| 向小駄良         | むかいこだら                                          | 岐阜県郡上郡北濃村大字向小駄良                     | 1933年（昭和8年）8月1日開業 |
| 北濃下田         | ほくのしもだ                                          | 岐阜県郡上郡北濃村大字二日町                       | 1933年（昭和8年）8月1日開業、1944年（昭和19年）4月20日廃止 1948年（昭和23年）12月15日再開業、1951年（昭和26年）11月1日廃止                                |
| 北濃太田         | ほくのうおおた                                        | 岐阜県郡上郡北濃村大字二日町                       | 1951年（昭和26年）11月1日開業、1966年（昭和41年）3月1日廃止                                                                                               |
| 北濃中切         | ほくのなかぎり （再開業時：ほくのうなかぎり）         | 岐阜県郡上郡北濃村（再開業時：白鳥町）大字二日町   | 1933年（昭和8年）8月1日開業、1951年（昭和26年）11月1日廃止 1966年（昭和41年）3月1日再開業                                                                 |
| 北濃学校前       | ほくのがっこうまえ （再開業時：ほくのうがっこうまえ） | 岐阜県郡上郡北濃村（同上）大字二日町               | 1933年（昭和8年）8月1日開業、1944年（昭和19年）4月20日廃止 1948年（昭和23年）12月15日再開業、1966年（昭和41年）3月1日廃止 1974年（昭和49年）3月17日再開業 |
| 北濃長滝         | ほくのながたき （再開業時：ほくのうながたき）         | 岐阜県郡上郡北濃村（同上）大字長滝                 | 1933年（昭和8年）8月1日開業、1944年（昭和19年）4月20日廃止 1966年（昭和41年）3月1日再開業                                                                 |
| 毘沙門橋         | びしゃもんはし                                        | 岐阜県郡上郡北濃村長滝                             | 1933年（昭和8年）8月1日開業、1934年（昭和9年）8月16日廃止                                                                                                 |
| 北濃             | ほくのう                                              | 既設駅                                             | 越美南線の駅として開業と同時に本線の駅としても開業 |
| 歩岐島           | ほきじま                                              | 岐阜県郡上郡北濃村大字歩岐島                       | 1933年（昭和8年）8月1日開業 |
| 前谷             | まえだに                                              | 岐阜県郡上郡北濃村大字前谷                         | 1933年（昭和8年）8月1日開業 |
| 小洞橋           | こぼらはし                                            | 岐阜県郡上郡高鷲村大字鮎立                         | 1933年（昭和8年）8月1日開業、1951年（昭和26年）11月1日廃止                                                                                                |
| 神道             | こうどう                                              | 岐阜県郡上郡高鷲村大字鮎立                         | 1933年（昭和8年）8月1日開業 |
| 古家             | ふるや                                                | 岐阜県郡上郡高鷲村大字鮎立                         | 1933年（昭和8年）8月1日開業、1966年（昭和41年）3月1日廃止                                                                                                 |
| 鮎走             | あゆばしり                                            | 岐阜県郡上郡高鷲村大字鮎立                         | 1966年（昭和41年）3月1日開業 |
| 正ヶ洞           | しょうがほら                                          | 岐阜県郡上郡高鷲村大字大鷲                         | 1933年（昭和8年）8月1日開業 |
| 穴洞             | あなぼら                                              | 岐阜県郡上郡高鷲村大字大鷲                         | 1933年（昭和8年）8月1日開業、1944年（昭和19年）4月20日廃止                                                                                                |
| 中将             | ちゅうじょう                                          | 岐阜県郡上郡高鷲村大字西洞                         | 1933年（昭和8年）8月1日開業 |
| 大日岳スキー場口 | だいにちだけすきーじょうぐち                          | 岐阜県郡上郡高鷲村大字西洞                         | 1933年（昭和8年）8月1日「西洞」として開業、1979年（昭和54年）1月1日改称                                                                                   |
| 折立道           | おりたてみち                                          | 岐阜県郡上郡高鷲村大字西洞                         | 1933年（昭和8年）8月1日開業、1944年（昭和19年）3月1日廃止 1966年（昭和41年）3月1日再開業                                                                  |
| 釜ヶ洞口         | かまがほらぐち                                        | 岐阜県郡上郡高鷲村大字西洞                         | 1933年（昭和8年）8月1日開業、1966年（昭和41年）3月1日廃止                                                                                                 |
| 蛭ヶ野高原       | ひるがのこうげん                                      | 岐阜県郡上郡高鷲村大字西洞                         | 1933年（昭和8年）8月1日「蛭ヶ野」として開業、1966年（昭和41年）3月1日改称                                                                                 |
| 蛭ヶ野スキー場   | ひるがのすきーじょう                                  | 岐阜県郡上郡高鷲村大字西洞                         | 1967年（昭和42年）9月10日「あやめ沢」として開業、1979年（昭和54年）1月1日改称                                                                             |
| 蛭ヶ野新開地     | ひるがのしんかいち                                    | 岐阜県郡上郡高鷲村大字西洞                         | 1933年（昭和8年）8月1日「新開地」として開業、1963年（昭和38年）8月7日「蛭ヶ野温泉」に改称、1974年（昭和49年）3月17日改称                                  |
| 御手洗           | みたらい                                              | 岐阜県大野郡荘川村大字野々俣                       | 1933年（昭和8年）8月1日開業 |
| 野々俣           | ののまた                                              | 岐阜県郡上郡荘川村大字野々俣                       | 1933年（昭和8年）8月1日開業 |
| 滝ヶ野           | たきがの                                              | 岐阜県大野郡荘川村大字野々俣                       | 1933年（昭和8年）8月1日開業、1944年（昭和19年）4月20日廃止                                                                                                |
| 牧戸             | まきど                                                | 岐阜県大野郡荘川村大字牧戸                         | 1933年（昭和8年）8月1日開業 |
| 岩瀬             | いわせ                                                | 岐阜県大野郡荘川村大字岩瀬                         | 1948年（昭和23年）3月16日開業、1966年（昭和41年）3月1日廃止                                                                                               |
| 落部口           | おちべぐち                                            | 岐阜県大野郡荘川村大字岩瀬                         | 1966年（昭和41年）3月1日開業 |
| 飛騨中野         | ひだなかの                                            | 岐阜県大野郡荘川村大字中野                         | 1948年（昭和23年）3月16日開業、1962年（昭和37年）10月15日廃止 1966年（昭和41年）12月1日再開業                                                             |
| 海上             | かいじょう                                            | 岐阜県大野郡荘川村大字海上                         | 1948年（昭和23年）3月16日開業 |
| 秋町口           | あきまちぐち                                          | 岐阜県大野郡白川村大字秋町                         | 1948年（昭和23年）3月16日開業、1966年（昭和41年）3月1日廃止                                                                                               |
| 御母衣ダム       | みぼろだむ                                            | 岐阜県大野郡白川村大字福島                         | 1948年（昭和23年）3月16日「飛騨福島」として開業、1963年（昭和38年）8月7日改称                                                                             |
| 御母衣           | みぼろ                                                | 岐阜県大野郡白川村大字御母衣                       | 1948年（昭和23年）3月16日開業 |
| 白山登山口       | はくさんとざんぐち                                    | 岐阜県大野郡白川村大字御母衣                       | 1966年（昭和41年）3月1日「大白川口」として開業、1969年（昭和44年）6月19日改称                                                                             |
| 平瀬             | ひらせ                                                | 岐阜県大野郡白川村大字平瀬                         | 1948年（昭和23年）3月16日開業 |
| 木谷口           | きたにぐち                                            | 岐阜県大野郡白川村大字木谷                         | 1957年（昭和32年）10月1日開業 |
| 保木脇           | ほきわき                                              | 岐阜県大野郡白川村大字保木脇                       | 1948年（昭和23年）3月16日開業、1966年（昭和41年）3月1日廃止                                                                                               |
| 保木脇           | ほきわき                                              | 岐阜県大野郡白川村大字保木脇                       | 1966年（昭和41年）3月1日「保木脇口」として開業、1969年（昭和44年）6月19日改称                                                                             |
| 野谷             | のだに                                                | 岐阜県大野郡白川村大字野谷                         | 1948年（昭和23年）3月16日開業 |
| 大牧             | おおまき                                              | 岐阜県大野郡白川村大字大牧                         | 1948年（昭和23年）3月16日開業、1966年（昭和41年）3月1日廃止                                                                                               |
| 馬狩口           | まがりぐち                                            | 岐阜県大野郡白川村大字牧                           | 1966年（昭和41年）3月1日開業 |
| 荻町             | おぎまち                                              | 岐阜県大野郡白川村大字荻町                         | 1948年（昭和23年）3月16日開業 |
| 鳩ヶ谷           | はとがや                                              | 岐阜県大野郡白川村大字鳩ヶ谷                       | 1948年（昭和23年）3月16日開業 |
| 飛騨飯島         | ひだいいじま                                          | 岐阜県大野郡白川村大字飯島                         | 1953年（昭和28年）12月30日開業、1962年（昭和37年）10月15日廃止                                                                                            |
| 飛騨下田         | ひだしもだ                                            | 岐阜県大野郡白川村大字下田                         | 1953年（昭和28年）12月30日開業 |
| 椿原堰堤前       | つばきはらえんていまえ                                | 岐阜県大野郡白川村大字椿原                         | 1953年（昭和28年）12月30日開業、1966年（昭和41年）3月1日廃止                                                                                              |
| 椿原             | つばきはら （再開業時：つばきばら）                   | 岐阜県大野郡白川村大字椿原                         | 1953年（昭和28年）12月30日開業、1962年（昭和37年）10月15日廃止 1966年（昭和41年）3月1日再開業                                                             |
| 芦倉             | あしくら                                              | 岐阜県大野郡白川村大字芦倉                         | 1953年（昭和28年）12月30日開業 |
| 成出             | なるで                                                | 岐阜県大野郡白川村大字小白川                       | 1953年（昭和28年）12月30日開業 |
| 小白川           | こじらかわ                                            | 岐阜県大野郡白川村大字小白川                       | 1963年（昭和38年）1月10日開業 |
| 境川橋詰         | さかいがわはしづめ                                    | 富山県東礪波郡上平村大字西赤尾                     | 1953年（昭和28年）12月30日開業 |
| 楮橋詰           | こうずはしずめ                                        | 富山県東礪波郡上平村大字楮                         | 1963年（昭和38年）1月10日開業 |
| 西赤尾           | にしあかお                                            | 富山県東礪波郡上平村大字西赤尾                     | 1953年（昭和28年）12月30日開業 |
| 新屋             | あたらしや                                            | 富山県東礪波郡上平村大字新屋                       | 1953年（昭和28年）12月30日開業 |
| 上中田           | かみなかだ                                            | 富山県東礪波郡上平村大字上中田                     | 1963年（昭和38年）1月10日開業 |
| 菅沼             | すがぬま                                              | 富山県東礪波郡上平村大字菅沼                       | 1957年（昭和32年）10月1日開業 |
| 細島             | ほそじま                                              | 富山県東礪波郡上平村大字細島                       | 1953年（昭和28年）12月30日開業 |
| 小原発電所前     | おはらはつでんしょまえ                                | 富山県東礪波郡上平村大字小原                       | 1957年（昭和32年）10月1日開業 |
| 皆葎             | かいむぐら                                            | 富山県東礪波郡上平村大字皆葎                       | 1953年（昭和28年）12月30日開業 |
| 上梨             | かみなし                                              | 富山県東礪波郡平村大字上梨                         | 1953年（昭和28年）12月30日開業 |
| 漆原             | うるしばら                                            | 富山県東礪波郡平村大字下梨                         | 1957年（昭和32年）10月1日開業 |
| 下梨             | しもなし                                              | 富山県東礪波郡平村大字下梨                         | 1953年（昭和28年）12月30日開業 |
| 見座             | みざ                                                  | 富山県東礪波郡平村大字見座                         | 1953年（昭和28年）12月30日開業 |
| 来栖             | くるす                                                | 富山県東礪波郡平村大字来栖                         | 1957年（昭和32年）10月1日開業 |
| 小来栖           | こぐるす                                              | 富山県東礪波郡平村大字松尾                         | 1953年（昭和28年）12月30日開業 |
| 上松尾           | かみまつお                                            | 富山県東礪波郡平村大字上松尾                       | 1963年（昭和38年）1月10日開業、1974年（昭和49年）6月26日廃止                                                                                              |
| 田代             | たしろ                                                | 富山県東礪波郡平村大字田代                         | 1957年（昭和32年）10月1日開業、1974年（昭和49年）6月26日廃止                                                                                              |
| 梨谷             | なしたに                                              | 富山県東礪波郡平村大字梨谷                         | 1953年（昭和28年）12月30日開業 |
| 道谷             | どうたに                                              | 富山県東礪波郡平村大字相倉                         | 1963年（昭和38年）1月10日開業 |
| 細尾峠           | ほそおとうげ                                          | 富山県東礪波郡城端町大字上田                       | 1953年（昭和28年）12月30日開業 |
| 越中瀬戸口       | えっちゅうせとぐち                                    | 富山県東礪波郡城端町大字大谷島                     | 1953年（昭和28年）12月30日開業 |
| 越中中尾         | えっちゅうなかお                                      | 富山県東礪波郡城端町大字中尾                       | 1963年（昭和38年）1月10日開業 |
| 大鋸屋           | おがや                                                | 富山県東礪波郡城端町大字大鋸屋                     | 1953年（昭和28年）12月30日開業 |
| 荒田町島         | あらたまちじま                                        | 富山県東礪波郡城端町大字荒田町島                   | 1953年（昭和28年）12月30日開業 |
| 城端広小路       | じょうはなひろこうじ                                  | 富山県東礪波郡城端町大字荒田町島                   | 1953年（昭和28年）12月30日開業、1972年（昭和47年）5月1日廃止                                                                                              |
| 城端             | じょうはな                                            | 既設停車場                                         | 既設駅（ただし本線の駅としては1953年（昭和28年）12月30日開業）                                                                                            |
| 細木             | ほそぎ                                                | 富山県東礪波郡城端町大字細木                       | 1965年（昭和40年）9月11日開業 |
| 繩蔵             | なわぐら                                              | 富山県西礪波郡福光町大字繩蔵                       | 1953年（昭和28年）12月30日開業 |
| 越中高宮         | えっちゅうたかみや                                    | 富山県西礪波郡福光町大字高宮                       | 1953年（昭和28年）12月30日開業 |
| 天神町           | てんじんまち                                          | 富山県西礪波郡福光町大字福光町                     | 1965年（昭和40年）9月11日開業 |
| 福光             | ふくみつ                                              | 既設停車場                                         | 既設駅（ただし本線の駅としては1939年（昭和14年）9月1日開業）                                                                                              |
| 福光西町         | ふくみつにしまち                                      | 富山県西礪波郡福光町（再開業時：福光町大字福光町） | 1939年（昭和14年）9月1日開業、1957年（昭和32年）10月1日廃止 1963年（昭和38年）1月10日再開業                                                               |
| 福光東町         | ふくみつひがしまち                                    | 富山県西礪波郡福光町                               | 1957年（昭和32年）10月1日開業、1963年（昭和38年）1月10日廃止                                                                                              |
| 中ノ江           | なかのえ                                              | 富山県西礪波郡石黒村大字中ノ江                     | 1939年（昭和14年）9月1日開業、1944年（昭和19年）4月20日廃止                                                                                               |
| 定竜寺           | じょうりゅうじ                                        | 富山県西礪波郡石黒村大字定竜寺                     | 1939年（昭和14年）9月1日開業 |
| 川合田           | かわいだ                                              | 富山県西礪波郡石黒村大字川合田                     | 1939年（昭和14年）9月1日開業、1944年（昭和19年）3月1日廃止                                                                                                |
| 川合田温泉       | かわいだおんせん                                      | 富山県西礪波郡福光町大字川合田                     | 1965年（昭和40年）7月1日開業 |
| 小森谷口         | こもりだにぐち                                        | 富山県西礪波郡石黒村大字遊部                       | 1939年（昭和14年）9月1日開業 |
| 東蔵原           | ひがしくらはら                                        | 富山県西礪波郡南蟹谷村大字蔵原                     | 1939年（昭和14年）9月1日開業、1944年（昭和19年）3月1日廃止                                                                                                |
| 蔵原口           | くらはらぐち                                          | 富山県西礪波郡南蟹谷村大字蔵原                     | 1939年（昭和14年）9月1日開業 |
| 上砂子谷         | かみすなこたに （再開業時：かみすなごだに）           | 富山県西礪波郡南蟹谷村（再開業時：福光町）砂子谷   | 1939年（昭和14年）9月1日開業、1944年（昭和19年）4月20日廃止 1957年（昭和32年）10月1日再開業                                                               |
| 砂子谷           | すなごだに                                            | 富山県西礪波郡南蟹谷村砂子谷                       | 1939年（昭和14年）9月1日開業 |
| 鳥越             | とりごえ                                              | 富山県西礪波郡南蟹谷村砂子谷                       | 1939年（昭和14年）9月1日開業、1944年（昭和19年）3月1日廃止                                                                                                |
| 高窪             | たかくぼ                                              | 富山県西礪波郡南蟹谷村大字高窪                     | 1939年（昭和14年）9月1日開業 |
| 総平             | そうだいら                                            | 石川県河北郡三谷村大字東原脇原                     | 1938年（昭和13年）6月30日開業 |
| 東原             | ひがしばら                                            | 石川県河北郡三谷村大字東原脇原                     | 1938年（昭和13年）6月30日開業 |
| 竹又             | たけまた                                              | 石川県河北郡三谷村大字竹又                         | 1938年（昭和13年）6月30日開業 |
| 加賀清水谷       | かがしみずだに                                        | 石川県河北郡三谷村大字清水谷                       | 1938年（昭和13年）6月30日開業 |
| 古屋谷           | ふるやだに                                            | 石川県河北郡三谷村大字高坂                         | 1935年（昭和10年）10月3日開業 |
| 加賀高坂         | かがたかさか                                          | 石川県河北郡三谷村大字高坂                         | 1937年（昭和12年）6月1日開業、1957年（昭和32年）10月1日廃止                                                                                               |
| 加賀宮野         | かがみやの                                            | 石川県河北郡三谷村大字宮野                         | 1935年（昭和10年）10月3日開業 |
| 鳴瀬             | ならせ                                                | 石川県河北郡三谷村大字不動寺                       | 1935年（昭和10年）10月3日開業 |
| 不動寺           | ふどうじ                                              | 石川県河北郡三谷村大字不動寺                       | 1935年（昭和10年）10月3日開業 |
| 堅田町           | かたたまち                                            | 石川県河北郡三谷村大字堅田                         | 1935年（昭和10年）10月3日「深谷鉱泉口」として開業、1957年（昭和32年）10月1日「深谷温泉口」に改称、1972年（昭和47年）5月1日改称                            |
| 森本             | もりもと                                              | 既設停車場                                         | 既設駅（ただし本線の駅としては1935年（昭和10年）10月3日開業）                                                                                             |
| 法光寺           | ほうこうじ                                            | 石川県金沢市法光寺町                               | 1937年（昭和12年）6月1日開業 |
| 神谷内           | かみやち                                              | 石川県金沢市神谷内町                               | 1937年（昭和12年）6月1日開業、1944年（昭和19年）3月1日廃止                                                                                                |
| 東金沢駅口       | ひがしかなざわえきぐち                                | 石川県金沢市小坂町                                 | 1937年（昭和12年）6月1日開業 |
| 鳴和             | なるわ                                                | 石川県金沢市鳴和町                                 | 1968年（昭和43年）12月15日開業 |
| 小坂神社前       | こさかじんじゃまえ                                    | 石川県金沢市山ノ上町三丁目                         | 1935年（昭和10年）10月3日開業 |
| 橋場町           | はしばちょう                                          | 石川県金沢市橋場町                                 | 1935年（昭和10年）10月3日開業 |
| 武蔵ヶ辻         | むさしがつじ                                          | 石川県金沢市青草町                                 | 1935年（昭和10年）10月3日開業 |
| 金沢             | かなざわ                                              | 既設停車場                                         | 既設駅（ただし本線の駅としては1935年（昭和10年）10月3日開業）                                                                                             |

| 駅名   | 読み       | 所在地               | 備考                          |
| ------ | ---------- | -------------------- | ----------------------------- |
| 金沢   | かなざわ   | 既設駅               | 前掲                          |
| 北安江 | きたやすえ | 石川県金沢市北安江町 | 1959年（昭和34年）10月5日開業 |

ただし金沢 - 北安江間は、1986年（昭和61年）12月11日より金沢 - 広岡間と改められた。
| 駅名     | 読み           | 所在地                       | 備考                                                                              |
| -------- | -------------- | ---------------------------- | --------------------------------------------------------------------------------- |
| 堅田町   | かたたまち     | 既設駅                       | 前掲                                                                              |
| 深谷元湯 | ふかたにもとゆ | 石川県河北郡三谷村大字深谷   | 1950年（昭和25年）11月11日「深谷元ノ湯」として開業、1965年（昭和40年）9月11日改称 |
| 四王寺   | しおうじ       | 石川県河北郡三谷村大字四王寺 | 1950年（昭和25年）11月11日開業                                                    |
| 地代     | じだい         | 石川県河北郡森本町大字地代   | 1957年（昭和32年）4月12日開業、1965年（昭和40年）7月1日廃止                       |
| 千の杉   | せんのすぎ     | 石川県金沢市千の杉町         | 1965年（昭和40年）7月1日開業                                                      |
| 加賀朝日 | かがあさひ     | 石川県河北郡森本町大字朝日   | 1957年（昭和32年）4月12日開業                                                     |
| 南千谷   | みなみせんごく | 石川県河北郡森本町大字南千谷 | 1957年（昭和32年）4月12日開業                                                     |
| 千谷口   | せんごくぐち   | 石川県金沢市今泉町           | 1977年（昭和52年）12月1日開業                                                     |

| 駅名       | 読み                   | 所在地                   | 備考                                                                     |
| ---------- | ---------------------- | ------------------------ | ------------------------------------------------------------------------ |
| 鳴和       | 前掲                   | 前掲                     | 1968年（昭和43年）12月15日に開業と同時に同区間の起点となる。             |
| 小坂神社前 | こさかじんじゃまえ     | 既設駅                   | 前掲                                                                     |
| 大樋町     | おおひまち             | 石川県金沢市大字御所町   | 1952年（昭和27年）8月15日開業                                            |
| 星稜高校前 | せいりょうこうこうまえ | 石川県金沢市御所町       | 1964年（昭和39年）4月1日開業                                             |
| 東長江     | ひがしながえ           | 石川県金沢市大字東長江町 | 1952年（昭和27年）8月15日開業                                            |
| 夕日寺     | ゆうひでら             | 石川県金沢市夕日寺町     | 1975年（昭和50年）11月14日開業                                           |
| 牧温泉     | まきおんせん           | 石川県金沢市大字牧町     | 1952年（昭和27年）8月15日「牧」として開業、1957年（昭和32年）10月1日改称 |
| 小二又     | こふたまた             | 石川県金沢市大字小二又町 | 1952年（昭和27年）8月15日開業                                            |

| 駅名       | 読み               | 所在地                     | 備考                           |
| ---------- | ------------------ | -------------------------- | ------------------------------ |
| 森本       | もりもと           | 既設駅                     | 前掲                           |
| 森本支所前 | もりもとししょまえ | 石川県金沢市南森本町       | 1974年（昭和49年）12月11日開業 |
| 大場       | おおば             | 石川県河北郡森本町大字大場 | 1958年（昭和33年）2月1日開業   |
| 加賀八田   | かがはつた         | 石川県河北郡森本町大字八田 | 1958年（昭和33年）2月1日開業   |
| 才田       | さいだ             | 石川県河北郡森本町大字才田 | 1958年（昭和33年）2月1日開業   |

ただし森本 - 才田間は、1986年（昭和61年）12月11日より森本 - 才田 - 八田間と改められた。
| 駅名   | 読み       | 所在地                     | 備考                                                                      |
| ------ | ---------- | -------------------------- | ------------------------------------------------------------------------- |
| 鳴瀬   | なるせ     | 既設駅                     | 前掲                                                                      |
| 桐山   | きりやま   | 石川県河北郡森本町大字切山 | 1961年（昭和36年）5月1日「切山」として開業、1963年（昭和38年）1月10日改称 |
| 朝日牧 | あさひまき | 石川県河北郡森本町大字小池 | 1961年（昭和36年）5月1日開業                                              |
| 今泉   | いまいずみ | 石川県河北郡森本町大字今泉 | 1961年（昭和36年）5月1日開業                                              |
| 中尾   | なかお     | 石川県河北郡森本町大字中尾 | 1961年（昭和36年）5月1日開業                                              |

| 駅名   | 読み       | 所在地             | 備考                          |
| ------ | ---------- | ------------------ | ----------------------------- |
| 千の杉 | せんのすぎ | 既設駅             | 前掲                          |
| 小池   | こいけ     | 石川県金沢市小池町 | 1965年（昭和40年）12月2日開業 |
| 桐山   | きりやま   | 既設駅             | 前掲                          |

| 駅名        | 訓                       | 所在地                  | 備考                           |
| ----------- | ------------------------ | ----------------------- | ------------------------------ |
| 高田        | たかだ                   | 既設駅                  | 既設駅                         |
| 山王町2丁目 | さんのうちょうにちょうめ | 石川県金沢市山王町2丁目 | 1985年（昭和60年）12月20日開業 |
| 東長江      | ひがしながえ             | 既設駅                  | 既設駅                         |

| 駅名     | 読み           | 所在地 | 備考 |
| -------- | -------------- | ------ | ---- |
| 荒田町島 | あらたまちじま | 既設駅 | 前掲 |
| 城端     | じょうはな     | 既設駅 | 前掲 |

| 駅名     | 読み               | 所在地                         | 備考                           |
| -------- | ------------------ | ------------------------------ | ------------------------------ |
| 福光     | ふくみつ           | 既設駅                         | 前掲                           |
| 越中高宮 | えっちゅうたかみや | 富山県西礪波郡福光町大字高宮   | 1953年（昭和28年）12月30日開業 |
| 飛野     | とびの             | 富山県西礪波郡吉江村大字飛野   | 1952年（昭和27年）10月18日開業 |
| 経塚     | きょうづか         | 富山県西礪波郡東太美村大字経塚 | 1952年（昭和27年）10月18日開業 |
| 大西     | おおにし           | 富山県西礪波郡東太美村大字大西 | 1952年（昭和27年）10月18日開業 |
| 野口     | のぐち             | 富山県東礪波郡南山田村大字野口 | 1952年（昭和27年）10月18日開業 |
| 城端     | じょうはな         | 既設駅                         | 前掲                           |

| 駅名     | 読み         | 所在地                       | 備考 |
| -------- | ------------ | ---------------------------- | --- |
| 福光     | 前掲         | 前掲                         | 1957年（昭和32年）10月1日より同区間に含まず。1963年（昭和38年）1月10日より再び同区間の起点となる。       |
| 福光東町 | 前掲         | 前掲                         | 1957年（昭和32年）10月1日に開業と同時に福光駅に代わり同区間の起点となる。1963年（昭和38年）1月10日廃止。 |
| 天神町   | てんじんまち | 富山県西礪波郡福光町福光町   | 1965年（昭和40年）9月11日開業                                                                            |
| 越中高宮 | 前掲         | 前掲                         | 前掲 |
| 飛野     | 前掲         | 前掲                         | 1965年（昭和40年）9月11日廃止                                                                            |
| 殿口     | とのぐち     | 富山県西礪波郡福光町殿       | 1965年（昭和40年）9月11日「矢留口」として開業、1968年（昭和43年）12月13日改称                            |
| 東太美   | ひがしふとみ | 前掲                         | 1968年（昭和43年）12月13日「経塚」から改称                                                               |
| 上野     | うわの       | 富山県西礪波郡福光町土生新   | 1965年（昭和40年）9月11日開業                                                                            |
| 立美     | たてみ       | 富山県西礪波郡福光町大字生新 | 1956年（昭和31年）5月1日開業                                                                             |
| 野口     | 前掲         | 前掲                         | 前掲 |
| 城端     | 前掲         | 前掲                         | 前掲 |

| 駅名       | 読み               | 所在地                           | 備考 |
| ---------- | ------------------ | -------------------------------- | --- |
| 上砂子谷   | かみすなごだに     | 既設駅                           | 前掲 |
| 土山       | どやま             | 富山県西礪波郡福光町大字土山     | 1959年（昭和34年）4月12日開業                                                                                           |
| 小又西口   | おまたにしぐち     | 富山県西礪波郡福光町大字小又     | 1959年（昭和34年）4月12日開業                                                                                           |
| 小又東口   | おまたひがしぐち   | 富山県西礪波郡福光町大字小又東口 | 1959年（昭和34年）4月12日開業、1986年（昭和61年）12月11日削除                                                           |
| 湯谷温泉口 | ゆだにおんせんぐち | 富山県西礪波郡福光町大字湯谷     | 1959年（昭和34年）4月12日開業、1986年（昭和61年）12月11日削除                                                           |
| 法林寺温泉 | ほうりんじおんせん | 富山県西礪波郡福光町法林寺       | 1974年（昭和49年）12月11日開業、1986年（昭和61年）12月11日削除                                                          |
| 法林寺     | ほうりんじ         | 富山県西礪波郡福光町大字湯谷     | 1959年（昭和34年）4月12日開業、1986年（昭和61年）12月11日削除                                                           |
| 福光西町   | ふくみつにしまち   | 前掲                             | 1963年（昭和38年）1月10日開業と同時に、福光東町駅に代わり同区間の終点となる。1986年（昭和61年）12月11日同区間より削除。 |
| 福光東町   | ふくみつひがしまち | 既設                             | 上砂小谷駅 - 同駅間開業と同時に同区間の終点となる。1963年（昭和38年）1月10日廃止。                                      |

| 駅名         | 読み               | 所在地                       | 備考                          |
| ------------ | ------------------ | ---------------------------- | ----------------------------- |
| 湯谷温泉口   | ゆだにおんせんぐち | 既設駅                       | 前掲                          |
| 朴坂峠       | ほうさかとうげ     | 富山県西礪波郡福光町         | 1966年（昭和41年）5月18日開業 |
| 機平         | はたごだいら       | 富山県西礪波郡福光町大字山本 | 1966年（昭和41年）5月18日開業 |
| 石楠花谷     | しゃくなげだに     | 富山県西礪波郡福光町大字天神 | 1966年（昭和41年）5月18日開業 |
| 国見ヒユツテ | くにみひゅって     | 富山県西礪波郡福光町大字小阪 | 1966年（昭和41年）5月18日開業 |

| 駅名   | 読み         | 所在地           | 備考             |
| ------ | ------------ | ---------------- | ---------------- |
| 正ヶ洞 | しょうがほら | 既設駅           | 既設駅           |
| 鷲見   | わしみ       | 既設駅（白鷲線） | 既設駅（白鷲線） |

また、1986年（昭和61年）12月11日からは大日岳スキー場口 - 大日岳スキー場間が新設されている。

## さくら道
名金急行線の車掌佐藤良二が御母衣ダム建設によって水没する集落の桜の木（荘川桜）が移植され見事に開花したことに感動し、名金急行線の沿線に桜の苗木を植え続けたことから「さくら道」の別名がある。